# Пенистон (город)
Пенистон (англ. Penistone) — город в пределах района Барнсли в Саут-Йоркшире в Англии. По данным переписи населения 2021 года там проживало 24 760 жителей. Пенистон расположен на южном берегу реки Дон.
Город расположен в историчном графстве Западный райдинг Йоркшира, в 12 км к западу от города Барнсли, в 27 км северо-восточнее города Глоссоп, в 24 км северо-западнее города Шеффилд, в 43 км к юго-западу от города Лидс, в 47 км к востоку от Манчестера, и в 249 км от Лондона. Населённый пункт расположен в предгорье Пеннинских гор.
Высочайшей точкой города является Башня Хартклифф на высоте 364 метра над уровнем моря. С неё открывается вид на перевал Вудхед и на возвышенность Дарк-Пик. Город окружают сельские территории с фермами, использующими плодородную и хорошо увлажнённую землю, расположенные преимущественно на пологих склонах, поднимающихся к вересковым пустошам к западу от города.
Недра под городом и его окрестностями богата углём, который здесь добывался на протяжении XIX-го столетия.

## Галерея

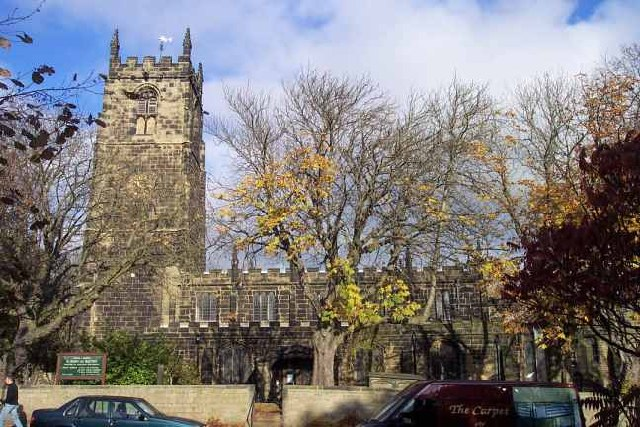
Церковь святого Иоанна Крестителя
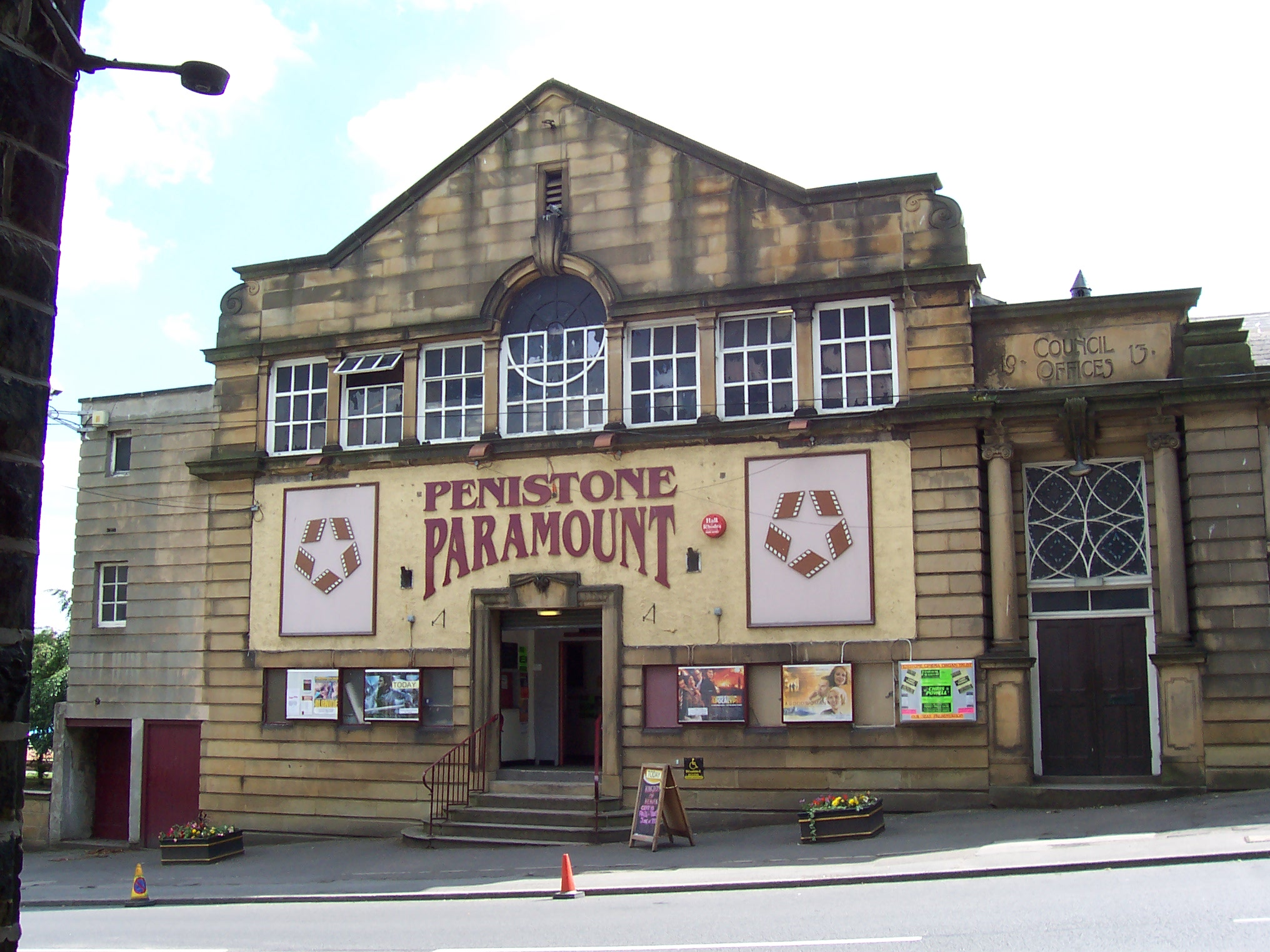
Кинотеатр «Penistone Paramount»
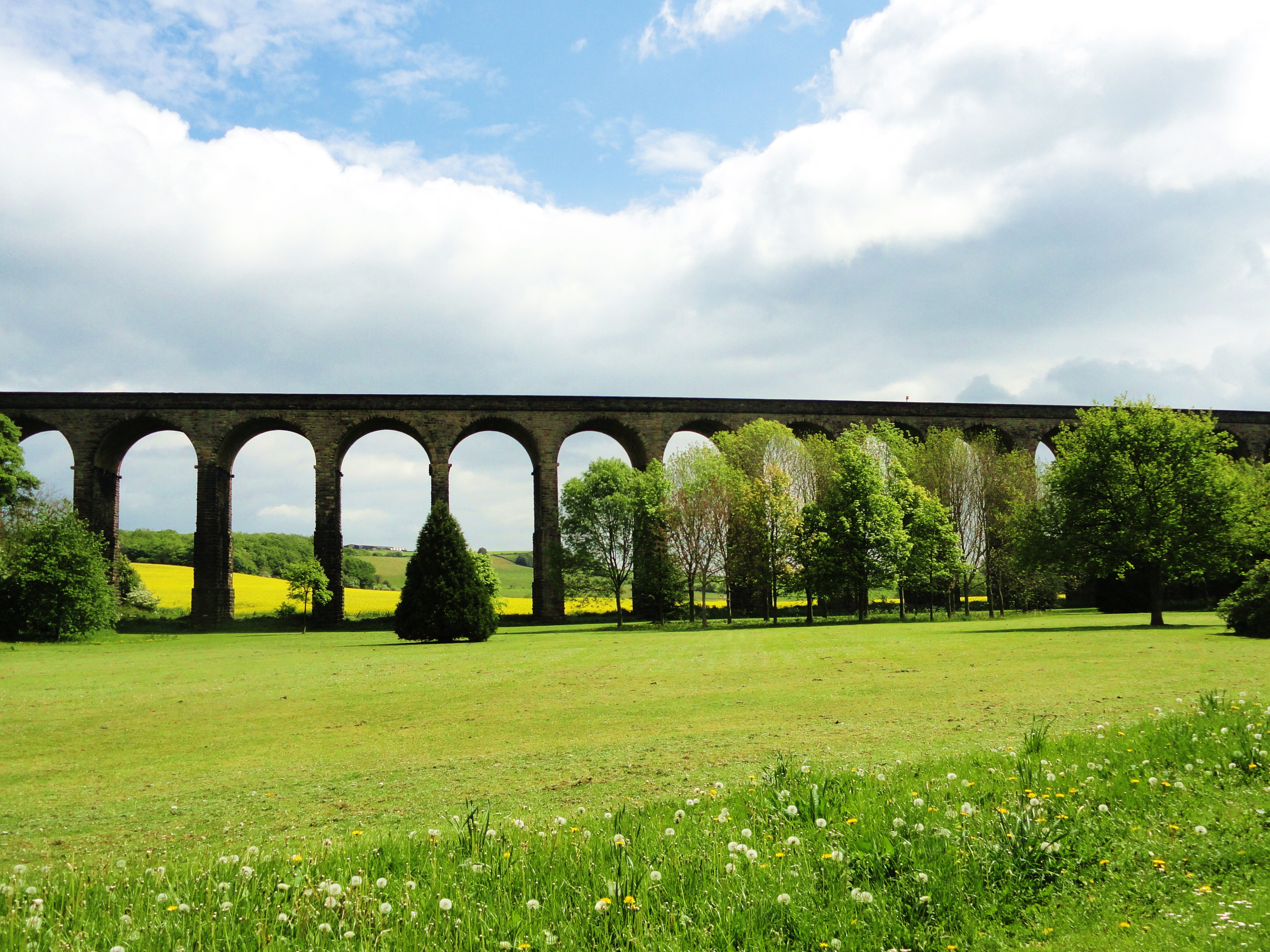
Виадук у Пенистона
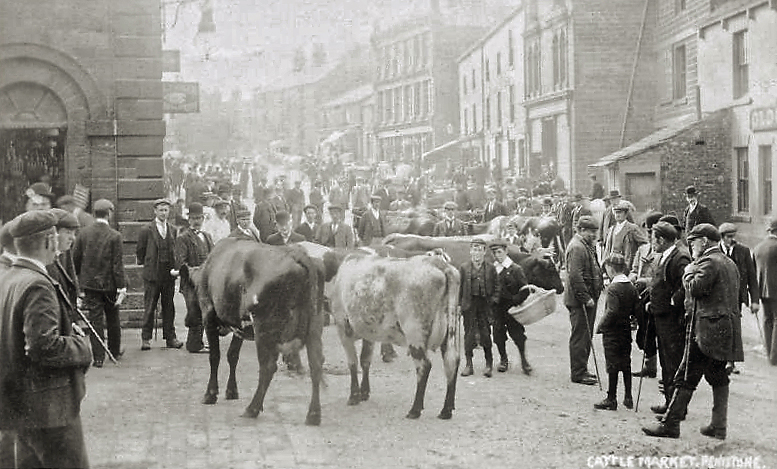
Рынок скота в Пенистоне в начале 20-го столетия

## Город-побратим
- Гриндавик, Исландия[2]